# PINKYCASE
PINKYCASE（ピンキーケース）は、日本の女性アイドルグループ。PISCA所属。2014年にpinkypokerとして結成され、2018年にPINKYCASEへ改名。2019年に解散した。

## 概要
デビュー時のキャッチフレーズは「メンバー全員がモデルとして活動中の平均年齢15歳の4人組」。コンセプトは「メロコアサウンドアイドル」。音楽性はギターのリフをベースとしたメロコア・ロック。
飯塚はギターでの弾き語りワンマンライブを開催したほか、作詞・作曲も手掛けた。
アーティスト写真・新衣装のディレクションはアートディレクター岡田喜則、撮影はカメラマン田中丸善治、衣装はスタイリスト木村文香、ミュージックビデオは映像作家・安井塑宇が手掛けるなど、前身のpinkypokerからビジュアルイメージを一新。同時公開された「ROMANTIC BABY」と「DOG NOSE」の関連4動画はクリエイティブディレクションをアートディレクター岡田喜則、監督を映像作家大久保拓朗、メイキング・ビデオを映像ディレクター安井塑宇、振付をコレオグラファー槙田紗子が担当した。
スクウェア・エニックスのゲーム「青空アンダーガールズ！Re:vengerS」にリアルアイドルキャラクターとして本人役でオリジナルのシナリオに登場し、「ROMANTIC BABY」も収録された。

## メンバー
| 名前                     | 生年月日（年齢）       | 出身地   | 身長  | カラー   | 備考                                             |
| ------------------------ | ---------------------- | -------- | ----- | -------- | ------------------------------------------------ |
| 岩城優里 いわき ゆうり   | 2001年11月30日（23歳） | 神奈川県 | 154cm | グリーン | リーダー 新潮社「ニコ☆プチ」スーパー読者モデルOG |
| 小林紗良 こばやし さら   | 2002年12月29日（22歳） | 東京都   | 161cm | レッド   |                                                  |
| 飯塚理珠 いいづか りじゅ | 2003年2月5日（22歳）   | 埼玉県   | 146cm | ピンク   | 現在は「Riju」名義でソロアーティスト活動中       |
| 原田凜 はらだ りん       | 2003年4月8日（22歳）   | 東京都   | 164cm | ブルー   | 2017年4月18日加入                                |

### 旧メンバー
| 名前                 | 生年月日（年齢）     | 出身地 | 卒業・脱退 |
| -------------------- | -------------------- | ------ | ---------- |
| 松田望愛 まつだ のあ | 2002年9月4日（22歳） | 東京都 | 2017年3月  |

## 略歴
pinkypoker
- 2014年12月14日、新人育成プロジェクト「並木橋ハイスクール」のライブでpinkypokerの結成を発表[7]。
- 2015年2月10日、アイドルユニットFYTのイベント『ホームルーム』で初パフォーマンスを行いデビュー[8]。
- 2015年3月4日、初の単独イベントを開催[9]。
- 2017年3月26日、代官山LOOPで開催された『第2回プラッとアイドルフェスティバル』をもって松田が卒業[10]。
- 2017年4月18日、ライブ『1BETGAME』で原田凛が加入[11]。
- 2018年2月10日、専属MC兼見届け人としてpinkypokerを支えてきた住吉史衣が卒業[12]。
- 2018年2月24日、pinkypokerラストライブ。

PINKYCASE
- 2018年2月24日、pinkypokerのラストライブ終了後、メンバー4人はそのままPINKYCASEとして新衣装で登場し、オール新曲で再始動[13][14]。
- 2018年2月26日、初のミュージック・ビデオ「PC」をYouTubeで公開。PCはPINKYCASEの略である。
- 2018年4月1日、飯塚がワンマンライブ『弾き語りじゅファーストワンマン〜卒業＆入学 ピカピカの1年生〜』を開催。
- 2018年8月4日、『TOKYO IDOL FESTIVAL 2018』に出演。
- 2019年8月3日、『TOKYO IDOL FESTIVAL2019』出演。
- 2019年10月14日、『PINKYCASE LAST LIVE"CASE.THE FINAL"20191014 ☆☆☆☆』（渋谷CRAWL）をもって解散。pinkypoker結成から1766日の活動期間であったが、オリジナル曲のCDリリースは一作もなかった。
- 2022年2月現在、岩城優里[5]と小林紗良[6]の2人がプラチナムプロダクションに所属し続けている。

## 作品

### オリジナル曲
振付はすべて槙田紗子。
1. PC
2. ROMANTIC BABY
  - 作詞・作曲・編曲：NNBS.
3. DOG NOSE
4. ENJOY-MAN
5. GRATIN
6. HELLO
7. HAPPY SONG
8. PHOTOGRAPH
9. SUPERSUPER
10. KIRA KIRA TUNE
11. ROLLCAKE
12. POP DAYS
13. PARA PARA
14. WE ARE THE HAPPY!!!!
15. WALKING STAR

- pinkypokerのパンピナ!、CALL!!!!、PARTY GAMEも槙田紗子振付。

### タイアップ
- ROMANTIC BABY - 富山チューリップテレビ の旅バラエティ番組『#きとキュン♡トラベラー with T』エンディングテーマ[15]。

## ライブ
2018年
- PINKYPOKER LAST LIVE /Re：START 20180224 CASE.1（2月24日、DESEO mini with VILLAGE VANGUARD）- pinkypokerラストライブ後、PINKYCASEとして再始動（Re:START）初ライブ[16]。
- PINKYCASE 20180318 / CASE.1.5（3月18日、プラチナムB1）
- アイドル甲子園 SPRING FESTIVAL 2018（3月24日、新木場スタジオコースト）
- 弾き語りじゅファーストワンマン〜卒業＆入学 ピカピカの1年生〜	4月1日、下北沢RHAPSODY）- 飯塚
- IDOL エンタメTOPICS 2018（4月8日、Zepp DiverCity）
- GIRLS VISION（4月14日、TSUTAYA O-WEST）
- PINKYCASE×ぴーおん♡×BuNP スリーマンLIVE！（4月21日、DESEO mini with VILLAGE VANGUARD）
- PINKYCASE 20180523/CASE.61000（5月23日、プラチナムB1）
- アイドル甲子園 in  新木場STUDIO COAST（6月2日、新木場スタジオコースト）
- PINKYCASE 20180624/CASE.61000&公開ゲリラMV撮影（6月24日、プラチナムB1）- 「ENJOY-MAN」のMVをファン100人と“公開ゲリラ撮影”した[17]。
- LIVEプラス＠新宿BLAZE〜ライプラ４周年SP〜（7月16日、新宿BLAZE）
- TOKYO IDOL FESTIVAL 2018（8月4日、お台場・青海周辺エリア）[18][19]。
- シブサン夏フェス!! 2018（8月19日、ベルエポック美容専門学校第2校舎イベントホール）
- PINKYCASE ONE MAN LIVE Are You Happy? Happy? Happy?（10月28日、渋谷CRAWL）2ndワンマンライブ
- サコフェスvol.1（11月9日、渋谷Milkyway）
- 渋谷アイドル劇場『PINKYCASE』公演（12月1日、シダックスカルチャーホール）

2019年
- LIVEプラス@新宿BLAZE（1月13日、新宿BLAZE）
- ハピコレ!!vol.205（2月2日、六本木moprh-tokyo）- 飯塚
- シブサン春フェス!!2019〜卒業式＆進級式〜（2019年3月24日、原宿ベルエポック）
- PINKYCASE GUERRILLA ONE MAN GIGS BRAND NEW SONG!!!! 20190330/CASE.時間変更すいま1000円（2019年3月30日、渋谷CLUB CRAWL）[20]
- 新元号《令和》制定記念！楽遊アイドルフェスGWスペシャルin新木場Studio Coast（2019年5月1日、新木場Studio Coast）[21]
- サコフェスvol.1.5（2019年6月29日、TwinBox AKIHABARA）[22]
- TOKYO IDOL FESTIVAL 2019（2019年8月3日、お台場・青海周辺エリア）[23]
- PINKYCASE LAST LIVE"CASE.THE FINAL"20191014 ☆☆☆☆（2019年10月14日、渋谷CRAWL）

## 出演

### ゲーム
- 青空アンダーガールズ！Re:vengerS（2018年）